# Francisco I. Madero, China
Francisco I. Madero är en ort i Mexiko.   Den ligger i kommunen China och delstaten Nuevo León, i den centrala delen av landet, 600 km norr om huvudstaden Mexico City. Francisco I. Madero ligger 123 meter över havet och antalet invånare är 128.
Terrängen runt Francisco I. Madero är platt. Runt Francisco I. Madero är det mycket glesbefolkat, med 2 invånare per kvadratkilometer. Närmaste större samhälle är La Barreta, 6,3 km väster om Francisco I. Madero. Trakten runt Francisco I. Madero består till största delen av jordbruksmark.